# گلن گرینوالد
گلن گرینوالد (به انگلیسی: Glann Greenwald) مفسر سیاسی، وکیل، ستون‌نویس، بلاگر و مؤلف آمریکایی است. او از اوت ۲۰۱۲ تا اکتبر ۲۰۱۳ ستون‌نویس گاردین ایالات متحده بود.
مجلهٔ فارن پالسی او را در زمرهٔ یکی از ۱۰۰ متفکر برجستهٔ سال ۲۰۱۳ قرار داد.
در سال ۲۰۱۴ رشته کارهای گرینوالد در خصوص افشاگری‌های ادوارد اسنودن در خصوص شنود سازمان امنیت ملی آمریکا، برنده جایزهٔ پولیتزر برای خدمات عمومی شد.
گرینوالد در ریودو ژانیرو، برزیل، شهر پارتنرش دیوید میراندا زندگی می‌کند.

## اوان زندگی و تحصیلات
گرینوالد در ۶ مارس، ۱۹۶۷، در نیویورک سیتی از آرلین و دنیل گرینوالد زاده شد. کوتاه مدتی پس از تولد وی، با خانواده اش به لودردیل لیکس، فلوریدا رفتند. او در ۱۷ سالگی که در سال آخر دبیرستان بود در انتخابات شورای شهر رقابت کرد ولی موفق نشد. او لیسانس خود را در ۱۹۹۰ از دانشگاه جرج واشینگتن و دکترای حقوق خود را در ۱۹۹۴ از مدرسه حقوق دانشگاه نیویورک دریافت کرد. نیاکان گرینوالد یهودی بوده‌اند.

## دیدگاه‌های سیاسی

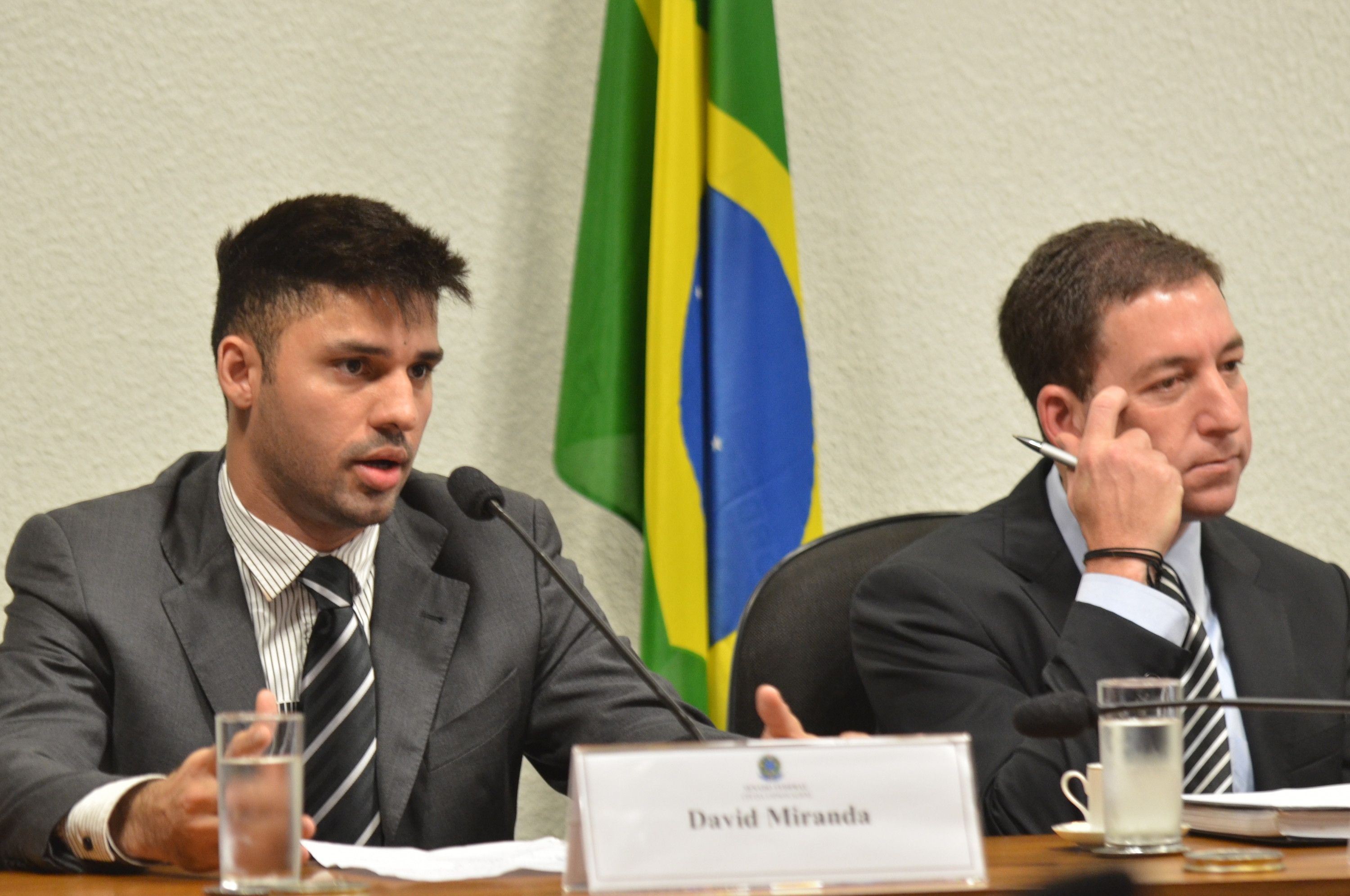
میراندا و گرینوالد در حال صحبت در کنگره ملی برزیل در پی افشاگری‌های جاسوسی گسترده در سال ۲۰۱۳.

گرینوالد منتقد اقداماتیست که دموکراتها و جمهوری‌خواهان مشترکاً از آنها حمایت می‌کنند او می‌نویسد: «بدترین و مستبدانه‌ترین اقدامات دولت در واشنگتن را یک پایگاه کاملاً دو حزبی، هر دو به یک میزان حمایت می‌کنند.» او در مقدمه کتاب اولش، خودِ سیاسیش را در تمامیت نه لیبرال و نه محافظه‌کار توصیف می‌کند، که نه برای جورج دبلیو بوش و نه هیچ‌یک از رقبایش رأی نمی‌دهد (کلاً رأی نمی‌دهد).
گرینوالد منتقد سیاست خارجی اسرائیل و نفوذ آن در سیاست‌های آمریکاست، موضعی که به خاطر آن مورد اننقاد واقع شده‌است.
او منتقد چیزی است که آن را نسخهٔ تحریف شدهٔ قانون گادوین برای رد کردن فوری و بدیهی هر نوع مقایسه با نازیسم می‌خواند. او معتقد است نمونه‌هایی وجود دارند که چنان قیاس‌هایی موجهند.

## انتشار اطلاعات فاش شده توسط ادوارد اسنودن
گرینوالد اطلاعات ارائه شده از جانب ادوارد اسنودن دربارهٔ جاسوسی غیرقانونی آژانس امنیت ملی آمریکا را در گاردین منتشر کرد. پس از این اقدام گرینوالد، نیروهای امنیتی بریتانیا دیوید میراندا، شریک زندگی گلن گرینوالد را در فرودگاه هیترو لندن بازداشت کردند.

## پایان کار در گاردین
در ۱۵ سپتامبر ۲۰۱۳ (۲۳ شهریور ۱۳۹۲) گلن گرینوالد روزنامه‌نگار آمریکایی ساکن برزیل که اسناد فوق‌محرمانه ادوارد اسنودن را در رسانه‌های جهانی منتشر کرد، به کار خود در گاردین پایان داد تا با همکاری پیر امیدیار، سرمایه‌گذار ایرانی-آمریکایی و و بنیان‌گذار وب‌سایت ئی‌بی، رسانه‌ای مستقل راه‌اندازی کند. گرین‌والد نخستین کسی بود که اسناد فوق‌محرمانه‌ای که ادوارد اسنودن از سیستم عظیم جاسوسی آژانس امنیت ملی آمریکا (NSA) در اختیار داشت را در گاردین و دیگر رسانه‌های جهانی منتشر کرد.
او در وبلاگ خود پیشنهاد امیدیار برای همکاری را «فرصتی رویایی» در زندگی حرفه‌ای خود خوانده که به هیچ ترتیبی نمی‌توانست به آن پاسخ منفی بدهد.
پیر امیدیار در صفحه توییتر خود بارها نسبت به پی‌آمدهای جاسوسی گسترده NSA روی ارتباطات دیجیتال کاربران در سراسر جهان ابراز نگرانی کرد و بالاخره با پیشنهاد همکاری به گلن گرین‌والد، که شخصیتی محوری در افشای رسوایی‌های آژانس امنیت ملی آمریکا بود، نشان داد که قصد دارد برای تداوم افشاگری‌ها و مقابله با نقض سیستماتیک حریم خصوصی اقدامات منسجمی انجام دهد.